# Wojciech Chmielarz
Wojciech Chmielarz, né en 1984 à Gliwice, en Pologne, est un écrivain polonais, auteur de roman policier et de fantastique.

## Biographie
Il travaille comme journaliste avant de publier, à partir de 2012, la série policière ayant pour héros l'inspecteur Jakub Mortka de la police de Varsovie.
En 2015, il est lauréat du prix Nagroda Wielkiego Kalibru (pl) pour son roman Przejęcie (littéralement : L'Acquisition), paru en 2014.
Il est également l'auteur de romans fantastiques : Wampir (2015) et Zombie (2017).

## Œuvre

### Romans

#### SérieJakub Mortka
- Podpalacz (2012) Publié en français sous le titre Pyromane, Villenave-d'Ornon, Agullo éditions, 2017  (ISBN 979-10-95718-18-5) ; réédition, Paris, LGF, coll. « Le Livre de poche policier » no 35067, 2018  (ISBN 978-2-253-23709-9)
- Farma lalek (2013)  Publié en français sous le titre La Ferme aux poupées, Agullo éditions, 2018  (ISBN 979-10-95718-41-3) ; réédition, Paris, LGF, coll. « Le Livre de poche policier » no 35358, 2019  (ISBN 978-2-253-25834-6)
- Przejęcie (2014)  Publié en français sous le titre La Colombienne, Agullo éditions, 2019  (ISBN 979-10-95718-58-1) ; réédition, Paris, LGF, coll. « Le Livre de poche policier » no 35794, 2020  (ISBN 978-2-253-18149-1)
- Osiedle marzeń (2016)  Publié en français sous le titre La Cité des rêves, Agullo éditions, 2020  (ISBN 979-10-95718-71-0) ; réédition, Paris, LGF, coll. « Le Livre de poche policier » no 36306, 2018  (ISBN 978-2-253-07924-8)
- Cienie (2018)  Publié en français sous le titre Les Ombres, Agullo éditions, 2021  (ISBN 979-10-95718-94-9) ; réédition, Paris, LGF, coll. « Le Livre de poche policier » no 36680, 2023  (ISBN 978-2-253-19539-9)

#### Sériesur Gliwice
- Wampir (2015)
- Zombie (2017)
- Wilkołak (2021)

#### Autres romans
- Królowa głodu (2014)
- Żmijowisko (2018)
- Rana (2019)
- Wyrwa (2020)
- Prosta sprawa (2020)
- Dług honorowy (2021)

## Prix et distinctions

### Prix
- Nagroda Wielkiego Kalibru (pl) 2015 pour Przejęcie[1]